# Alexander van Fornenbergh
Alexander van Fornenbergh (... – 1663) è stato un nobile, scrittore e pittore olandese.

## Biografia
Floruit intorno al 1621 e fu anche disegnatore, attore e poeta. Nel 1658 pubblicò una delle prime monografie, Den Antwerpschen Protheus, ofte Cyclopshen Apelles; dat is; Het Leven, ende Konst-rijcke Daden, des Uyt-nemenden, ende Hoogh-beroemden, Mr. Quinten Matsys: Van Grof-Smidt, in Fyn-Schilder verandert, dedicata al defunto ma ancora popolare pittore Quentin Massys. Dedicò il lavoro a Peter Stevens, il mercante di lino, che era succeduto a Cornelis van der Geest come principale cliente e collezionista di Anversa. L'intuizione artistica di Fornenbergh si rivelò più raffinata delle proprie poesie che scrisse alla fine della sua carriera.

## Opere
- Den Antwerpschen Protheus, ofte Cyclopshen Apelles; dat is; Het Leven, ende Konst-rijcke Daden, des Uyt-nemenden, ende Hoogh-beroemden, Mr. Quinten Matsys: Van Grof-Smidt, in Fyn-Schilder verandert, Antwerpen, Hendrick van Soest, 1658